# Cvadrigă

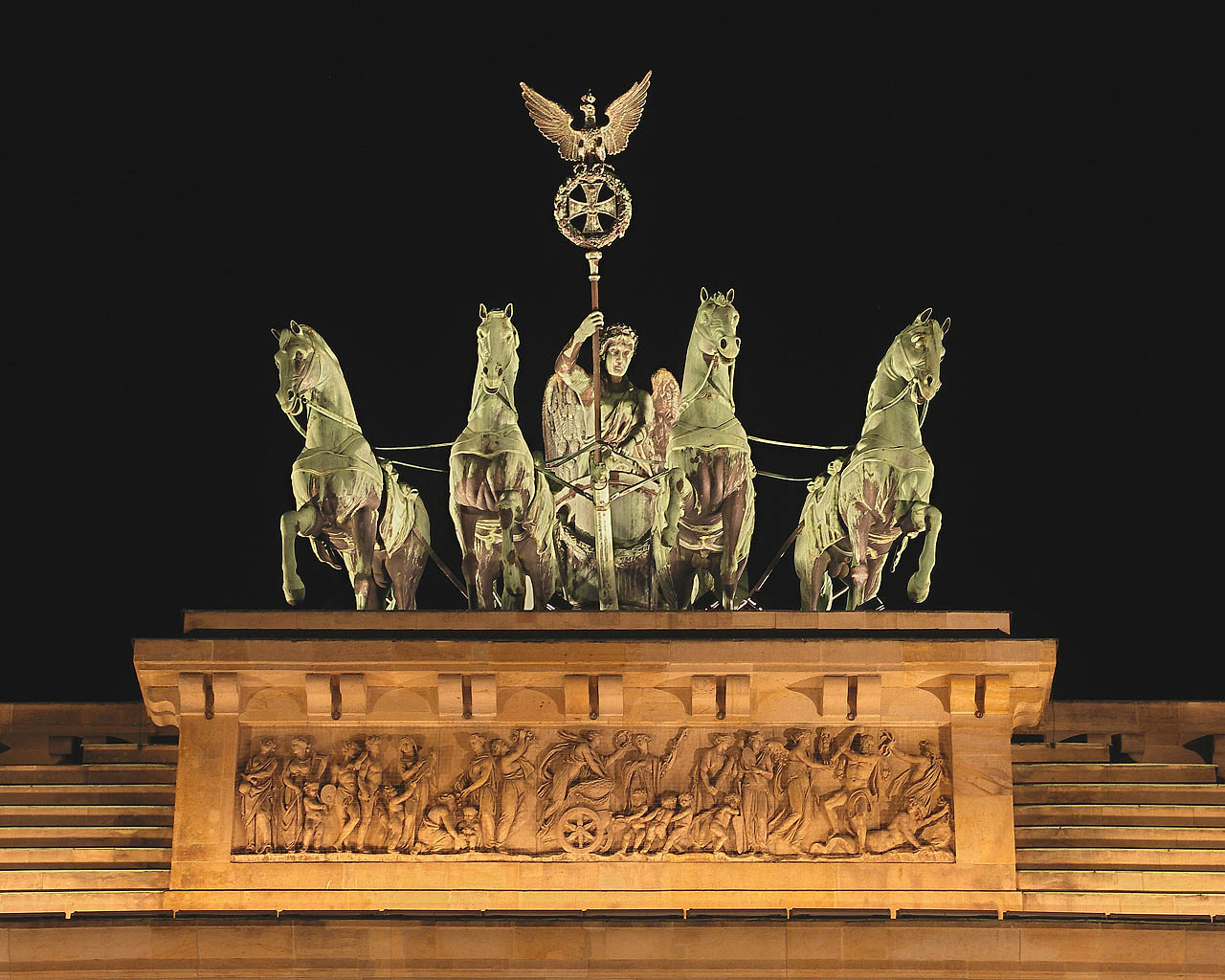
Cvadriga de pe Poarta Brandenburg din Berlin

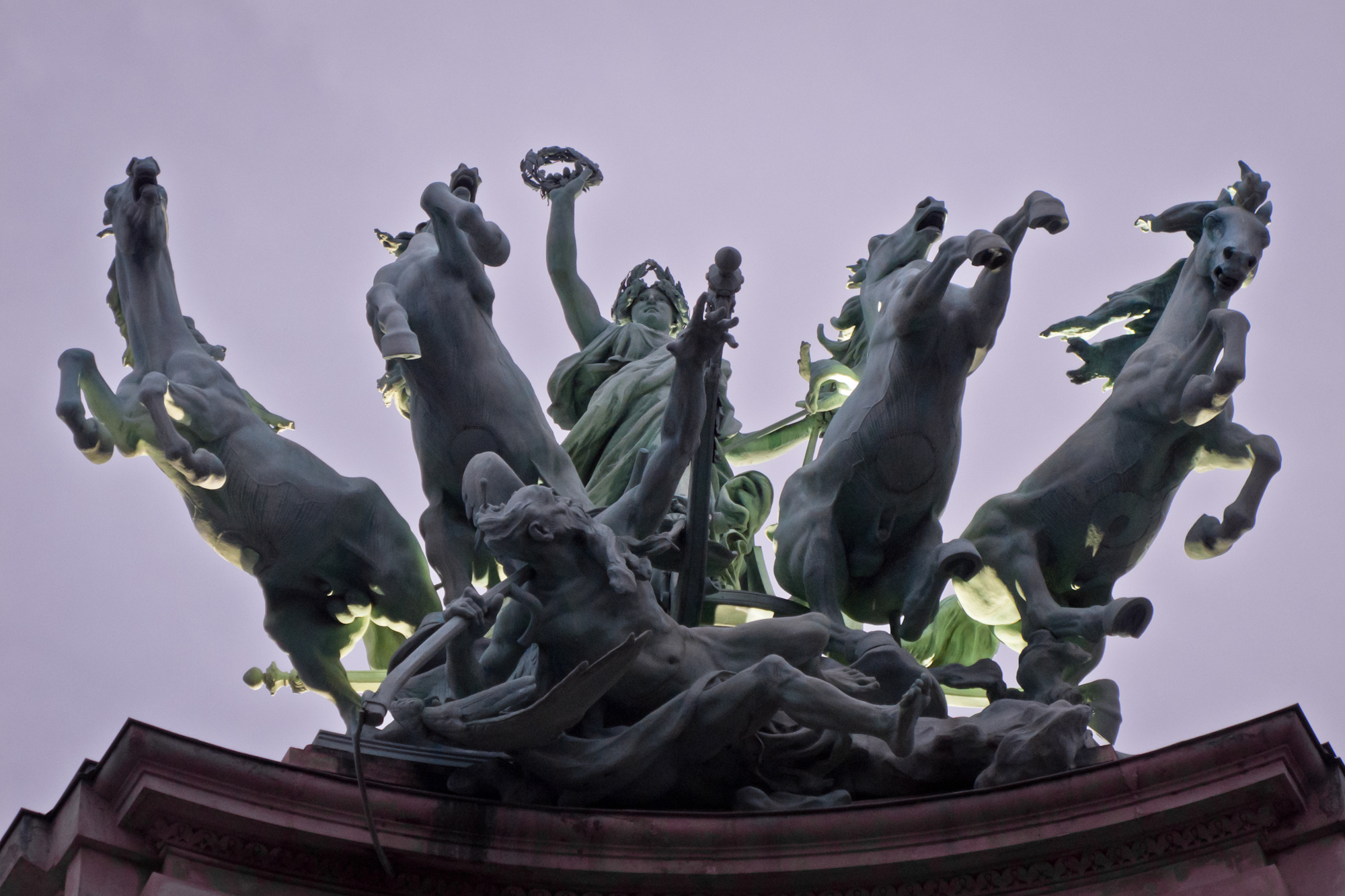
Cvadriga de pe Grand Palais Paris

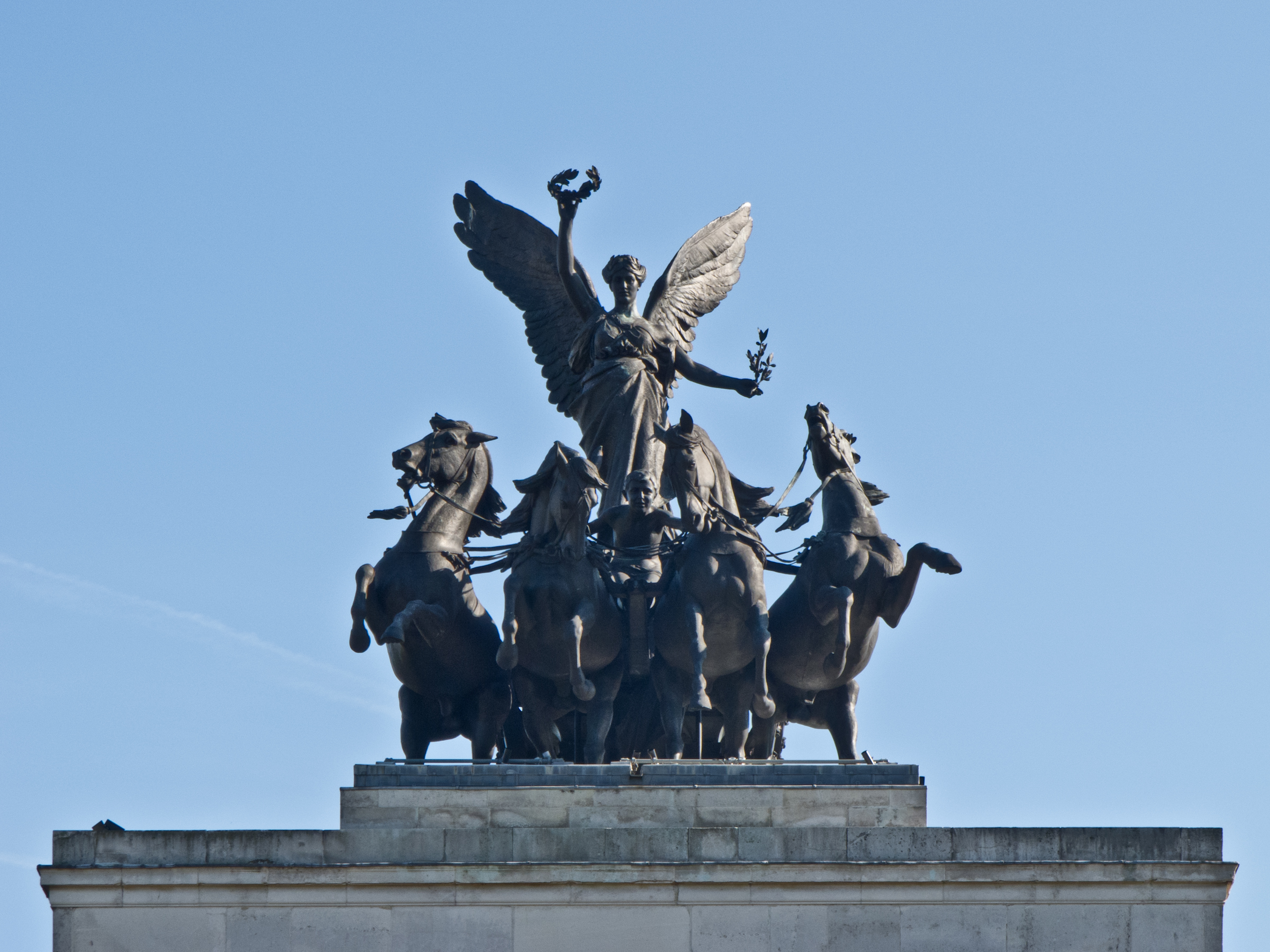
Cvadriga de pe Arcul lui Wellington din Londra

Cvadriga (în latină quadriga, din quadri- = patru, și iugum = jug) era un car antic, pe două roți, tras de patru cai înhămați unul lângă altul, folosit de romani la cursele carelor de luptă de circ și la triumfuri.
Caii de călărie și de curse purtau în latină denumirea equi, deoarece, când erau înhămați la cvadrigă, erau aleși astfel încât să fie egali, aequare (cu sensul „egalizare”), fiind puși laolaltă cei asemănători ca mărime și egal de iuți la alergare.
Reprezentările sculpturale ale cvadrigilor au fost folosite, încă din Antichitate, ca elemente decorative pentru clădiri publice. Ele își au originea în Grecia antică, unde se practicau curse cu care de luptă cu patru cai (greacă τέθριππον / tethrippon) și cu doi cai (greacă ξυνωρὶς / synoris).
După Căderea Constantinopolului, statuile antice de aramă, bronz și argint din oraș au fost topite, pentru a se bate din ele monede. Numai cvadriga de bronz, ce împodobea Hippodromul, a cărei paternitate i se atribuia lui Lysippos, a scăpat de această soartă. A fost luată de venețieni, care au jefuit orașul în Cruciada a patra. Dogele Enrico Dandolo a trimis cei patru la Veneția, și aceștia au fost montați în 1254 pe acoperișul Bazilicii San Marco din Veneția. Nu se știe ce s-a întâmplat cu cvadriga și cu conducătorul ei.
Această cvadrigă a devenit prototip pentru replicile moderne, care împodobesc o serie de clădiri și arce de triumf.